# Leven (dopływ Clyde)
Leven (ang. River Leven) – rzeka w zachodniej Szkocji, na terenie hrabstwa West Dunbartonshire, dopływ rzeki Clyde. Liczy 11 km długości.
Rzeka wypływa z jeziora Loch Lomond, na jego południowym krańcu, w pobliżu wsi Balloch, na wysokości 6 m n.p.m. Płynie w kierunku południowym, dnem doliny z obu stron otoczonej przez wzgórza (do ok. 300–350 m n.p.m.), tworzy meandry. W Dumbarton uchodzi do rzeki Clyde, nieopodal ujścia tej ostatniej do zatoki Firth of Clyde.
Dolina rzeki jest zurbanizowana, zajęta przez konurbację Vale of Leven (Balloch, Jamestown, Alexandria, Bonhill, Renton, Dumbarton), która rozwinęła się począwszy od XVIII wieku jako ośrodek przemysłu włókienniczego, w szczególności farbiarstwa i bielenia tkanin.
Wzdłuż zachodniego brzegu rzeki prowadzi ścieżka rowerowa, część krajowej trasy rowerowej nr 7 (National Cycle Route 7)